# Aeropsis rostrata
Aeropsis rostrata is een zee-egel uit de familie Aeropsidae.
De wetenschappelijke naam van de soort werd in 1877 gepubliceerd door Charles Wyville Thomson.